# Répartition géographique de la population en France
 (août 2022).
Pour un article plus général, voir Démographie de la France.

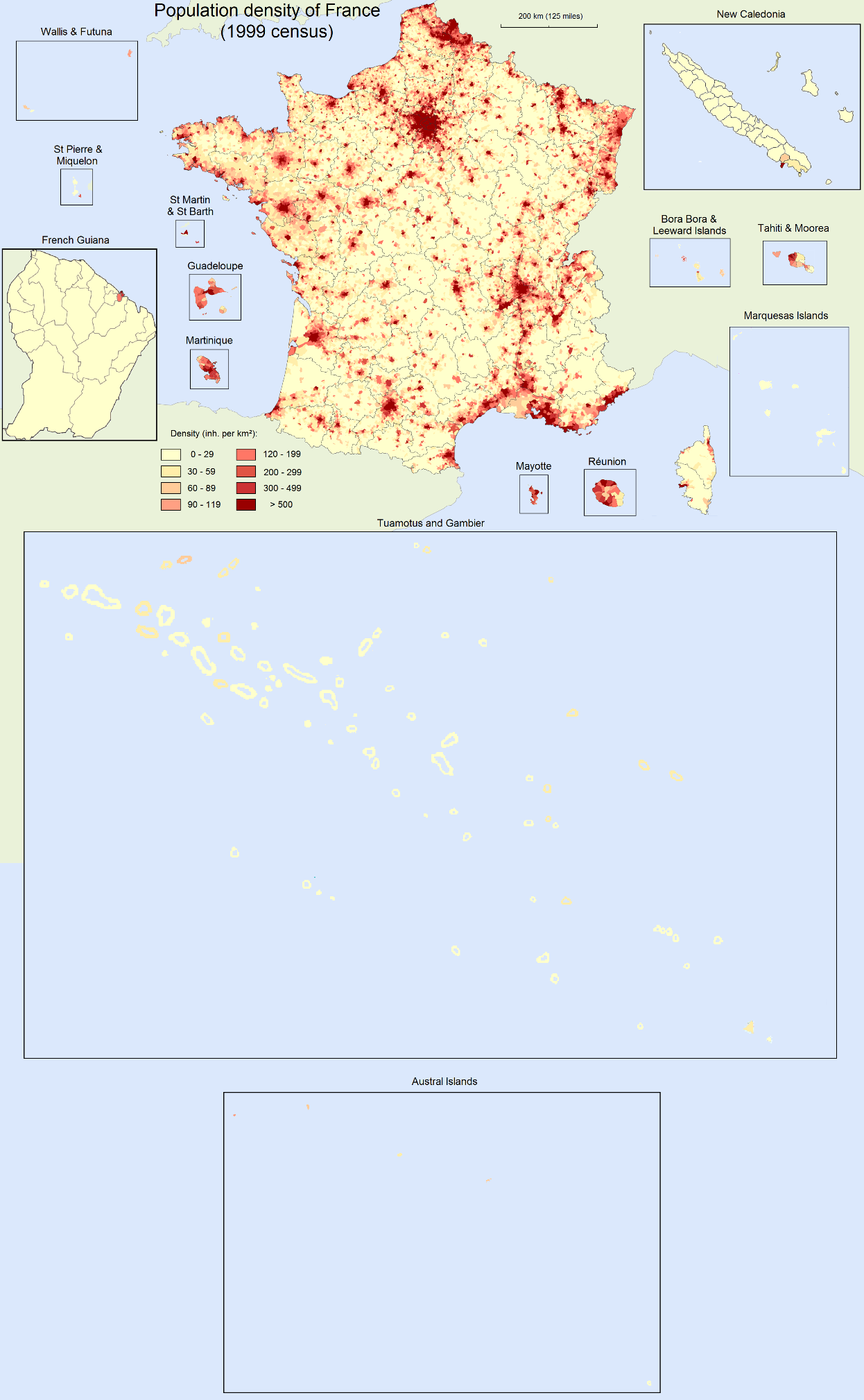
Carte des densités par communes.

La répartition géographique de la population en France présente de grandes disparités qui, à leur maximum, sont dans un rapport de 1 à 40 pour ce qui est des densités par département.

## Répartition par région

Carte des densités par département.

Tableau présentant une répartition de la population française par région, en janvier 2007 (recensement) et janvier 2009 (estimation), suivi de l'accroissement annuel de ces régions entre 1999 et 2007.
| Région                     | Population au 01/01/2007 (milliers) | Population au 01/01/2009 (milliers) | Population au 01/01/2014 (milliers) | Accroissement (milliers) 01/2007 à 01/2014 | Accroissement entre 1999 et 2007 % |
| Alsace                     | 1827                                | 1847                                | 1868                                | 41                                         | +0,66                              |
| Aquitaine                  | 3151                                | 3200                                | 3335                                | 184                                        | +1,01                              |
| Auvergne                   | 1339                                | 1343                                | 1359                                | 20                                         | +0,29                              |
| Basse-Normandie            | 1461                                | 1467                                | 1478                                | 17                                         | +0,34                              |
| -------------------------- | ----------------------------------- | ----------------------------------- | ----------------------------------- | ------------------------------------------ | ---------------------------------- |
| Bourgogne                  | 1634                                | 1637                                | 1639                                | 5                                          | +0,18                              |
| Bretagne                   | 3120                                | 3163                                | 3273                                | 153                                        | +0,89                              |
| Centre                     | 2 527                               | 2 544                               | 2 578                               | 51                                         | +0,44                              |
| Champagne-Ardenne          | 1 339                               | 1 336                               | 1 338                               | -1                                         | -0,03                              |
| Corse                      | 299                                 | 307                                 | 323                                 | 24                                         | +1,76                              |
| Franche-Comté              | 1 159                               | 1 168                               | 1 179                               | 20                                         | +0,46                              |
| Haute-Normandie            | 1 817                               | 1 822                               | 1 852                               | 35                                         | +0,25                              |
| Île-de-France              | 11 599                              | 11 746                              | 12 005                              | 406                                        | +0,72                              |
| Languedoc-Roussillon       | 2 561                               | 2 616                               | 2 758                               | 197                                        | +1,38                              |
| Limousin                   | 737                                 | 741                                 | 734                                 | -3                                         | +0,45                              |
| Lorraine                   | 2 340                               | 2 342                               | 2 346                               | 6                                          | +0,16                              |
| Midi-Pyrénées              | 2 811                               | 2 865                               | 2 967                               | 156                                        | +1,22                              |
| Nord-Pas-de-Calais         | 4 022                               | 4 022                               | 4 058                               | 36                                         | +0,08                              |
| Pays de la Loire           | 3 483                               | 3 538                               | 3 690                               | 207                                        | +0,98                              |
| Picardie                   | 1 900                               | 1 906                               | 1 927                               | 27                                         | +0,28                              |
| Poitou-Charentes           | 1 740                               | 1 759                               | 1 796                               | 56                                         | +0,74                              |
| Provence-Alpes-Côte d'Azur | 4 864                               | 4 940                               | 4 965                               | 101                                        | +0,96                              |
| Rhône-Alpes                | 6 066                               | 6 160                               | 6 449                               | 383                                        | +0,90                              |
| France métropolitaine      | 61 796                              | 62 469                              | 63 920                              | 2124                                       | +0,68                              |
| Guadeloupe                 | 401                                 | 404                                 | 404                                 | 3                                          | +0,45 %                            |
| Guyane                     | 213                                 | 229                                 | 250                                 | 37                                         | +3,87 %                            |
| Martinique                 | 398                                 | 402                                 | 381                                 | -17                                        | +0,52 %                            |
| Réunion                    | 794                                 | 817                                 | 845                                 | 51                                         | +1,48 %                            |
| France entière             | 63 601                              | 64 321                              | 65 801                              | 2 200                                      | +0,70 %                            |

Source : Insee, Recensements de population, estimations de population.

### Analyses et commentaires
- La Guyane est la région connaissant la croissance démographique la plus rapide avec plus de quatre enfants par femme. Cette croissance est notamment liée à la forte immigration dans la région, en provenance du Brésil et du Suriname et d'autres pays d'Amérique latine. L'impossibilité de garder les kilomètres de forêts formant la frontière de la région et la relative bienveillance des Guyanais face à ces immigrés expliquent en partie la force de ce courant migratoire, la pauvreté du territoire (région la plus pauvre de France) soutient aussi cet accroissement naturel[réf. nécessaire].
- Les régions connaissant le plus faible accroissement (Nord-Pas-de-Calais, Champagne-Ardenne) sont des régions anciennement industrialisées frappées d'un taux de chômage supérieur à la moyenne nationale. Avec la région Picardie, ce sont aussi des terres d'émigration vers les régions plus ensoleillées comme le Languedoc-Roussillon, Midi-Pyrénées, l'Aquitaine et la région Provence-Alpes-Côte d'Azur[réf. nécessaire].
- La densité de population de la France est de 94 hab./km². La partie européenne (métropole) de la France rassemble elle 112 hab./km², ce qui est relativement peu par rapport aux autres pays européens[réf. nécessaire].

## Répartition par villes et agglomérations

Carte des principales agglomérations en France.

### Les 50 principales aires urbaines françaises (en 2011)
Les informations sont fournies par l'Insee.
1. Paris 11 765 221
2. Lyon 2 182 482
3. Marseille 1 721 031
4. Toulouse 1 250 251
5. Bordeaux : 1 196 122
6. Lille : 1 182 127
7. Nice : 1 003 947
8. Nantes : 884 275
9. Strasbourg : 763 739
10. Rennes : 679 866
11. Grenoble : 675 122
12. Rouen : 655 013
13. Toulon : 606 987
14. Montpellier : 561 326
15. Douai-Lens : 542 946
16. Avignon : 515 123
17. Saint-Étienne : 508 549
18. Tours : 480 378
19. Clermont-Ferrand : 467 178
20. Nancy : 434 565
21. Orléans : 421 047
22. Caen : 401 208
23. Angers : 400 428
24. Metz : 389 529
25. Dijon : 375 841
26. Valenciennes : 367 998
27. Béthune : 367 924
28. Le Mans : 343 175
29. Reims : 315 480
30. Brest : 314 239
31. Perpignan : 305 546
32. Amiens : 293 646
33. Le Havre : 291 057
34. Genève-Annemasse[5] : 284 525
35. Bayonne[5] : 283 571
36. Limoges : 282 876
37. Mulhouse : 282 714
38. Dunkerque : 257 887
39. Nîmes : 256 205
40. Poitiers : 254 051
41. Besançon : 245 178
42. Pau : 240 898
43. Annecy : 219 470
44. Chambéry : 216 528
45. Lorient : 214 066
46. Saint-Nazaire : 211 675
47. La Rochelle : 205 822
48. Troyes : 188 320
49. Valence : 173 973
50. Montbéliard : 161 868

## Autres critères de répartition
Sur le territoire métropolitain, l'altitude moyenne de la population est de 148 m, et l'altitude médiane de 93 m (50 % de la population habite sous cette altitude). Seules 268 000 personnes résident au-dessus de 1 000 m d'altitude. La tranche de 5 m la plus peuplée est celle comprise entre 30 m et 35 m, avec environ 2 600 000 habitants. Les Hautes-Alpes sont le département dont la population est la plus élevée (950 m en moyenne, médiane de 862 m). À l'opposé, la Charente-Maritime détient la plus basse altitude moyenne de population (23 m).

## Projections de l'Insee 2005-2030 pour la France métropolitaine
En 2006, l'Insee a établi de nouvelles prévisions de population à l'horizon 2030, incluant la nouvelle donne démographique française, apparue en ce début de XXIe siècle. Les prévisions précédentes établies sur base du recensement 1999 et des données de l'époque étaient déjà largement dépassées et ne prévoyaient qu'une population totale de 64 millions pour la métropole et 59 983 000 habitants pour janvier 2005, alors que la population relevée à cette date se montait déjà à 60 702 000 personnes, soit 719 000 de plus que prévu sur une période de six ans. Ceci est dû, d'une part à la hausse importante de fécondité depuis l'année 2000, et d'autre part au solde migratoire bien plus important que précédemment depuis 1998-99, et basé sur des mouvements non maîtrisables tels que l'importance de l'immigration familiale en hausse vraisemblablement structurelle.
Les nouvelles prévisions envisagent plusieurs hypothèses donnant lieu à différents scénarios, dont le plus probable est appelé scénario central et se base sur les hypothèses suivantes:
- Fécondité moyenne de 1,9 enfant par femme (au lieu de 1,8)
- Solde migratoire annuel de 100 000 personnes (et non plus 50 000)
- Enfin longévité moyenne atteignant progressivement 86,4 ans (au lieu de 87,7 retenus en 2000).

Ce scénario prévoit, pour l'année 2030, 67 000 000 habitants en métropole répartis comme suit par région :
| Région                     | Population au 01-01-2005 | Population au 01-01-2030 | Accroissement 2005-2030 | Pourcentage 2005-2030 |
| -------------------------- | ------------------------ | ------------------------ | ----------------------- | --------------------- |
| Languedoc-Roussillon       | 2 497 000                | 3 301 000                | 804 000                 | 32,2                  |
| Midi-Pyrénées              | 2 735 000                | 3 327 000                | 592 000                 | 21,8                  |
| Provence-Alpes-Côte d'Azur | 4 751 000                | 5 611 000                | 860 000                 | 18,3                  |
| Rhône-Alpes                | 5 958 000                | 6 943 000                | 985 000                 | 16,8                  |
| Pays de la Loire           | 3 401 000                | 3 949 000                | 548 000                 | 16,6                  |
| Aquitaine                  | 3 080 000                | 3 563 000                | 483 000                 | 16,0                  |
| Alsace                     | 1 806 000                | 2 065 000                | 259 000                 | 14,4                  |
| Bretagne                   | 3 062 000                | 3 471 000                | 409 000                 | 14,1                  |
| Corse                      | 277 000                  | 313 000                  | 36 000                  | 13,8                  |
| Poitou-Charentes           | 1 705 000                | 1 868 000                | 163 000                 | 9,8                   |
| Île-de-France              | 11 399 000               | 12 409 000               | 1 010 000               | 9,2                   |
| Centre                     | 2 497 000                | 2 652 000                | 155 000                 | 6,5                   |
| Franche-Comté              | 1 142 000                | 1 189 000                | 47 000                  | 4,0                   |
| Picardie                   | 1 881 000                | 1 930 000                | 49 000                  | 2,8                   |
| Haute-Normandie            | 1 806 000                | 1 852 000                | 46 000                  | 2,6                   |
| Basse-Normandie            | 1 446 000                | 1 480 000                | 34 000                  | 2,5                   |
| Limousin                   | 724 000                  | 738 000                  | 14 000                  | 2,0                   |
| Nord-Pas-de-Calais         | 4 032 000                | 4 063 000                | 31 000                  | 0,7                   |
| Auvergne                   | 1 331 000                | 1 329 000                | -2 000                  | –0,1                  |
| Bourgogne                  | 1 623 000                | 1 618 000                | -5 000                  | –0,5                  |
| Lorraine                   | 2 334 000                | 2 272 000                | -62 000                 | –2,6                  |
| Champagne-Ardenne          | 1 338 000                | 1 261 000                | -77 000                 | –5,5                  |
| France métropolitaine      | 60 825 000               | 67 204 000               | 6 379 000               | 10,7                  |
| Région                     | Population au 01-01-2005 | Population au 01-01-2030 | Accroissement 2005-2030 | Pourcentage 2005-2030 |

En valeur absolue, les quatre régions se partageant la part du lion sont l'Île-de-France, Rhône-Alpes, Provence-Alpes-Côte d'Azur et le Languedoc-Roussillon, la population française se concentrant toujours davantage en région parisienne et dans ce qu'on appelle le « Grand Sud-Est », comprenant les trois dernières régions citées.
L'accroissement serait également notable dans le Grand Ouest (Bretagne et Pays de la Loire), ainsi que dans le Sud-Ouest aquitain (Midi-Pyrénées et Aquitaine) et dans la petite mais dynamique Alsace.
L'ensemble des neuf régions citées s'attribuent un accroissement de 5 950 000 personnes sur 6 379 000, ne laissant aux treize autres régions qu'un accroissement de 429 000 personnes (moins de 7 % du total).